# Porpitidae

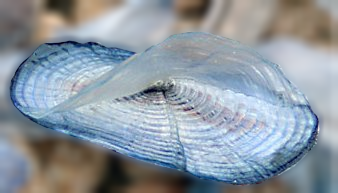
Velella velella.

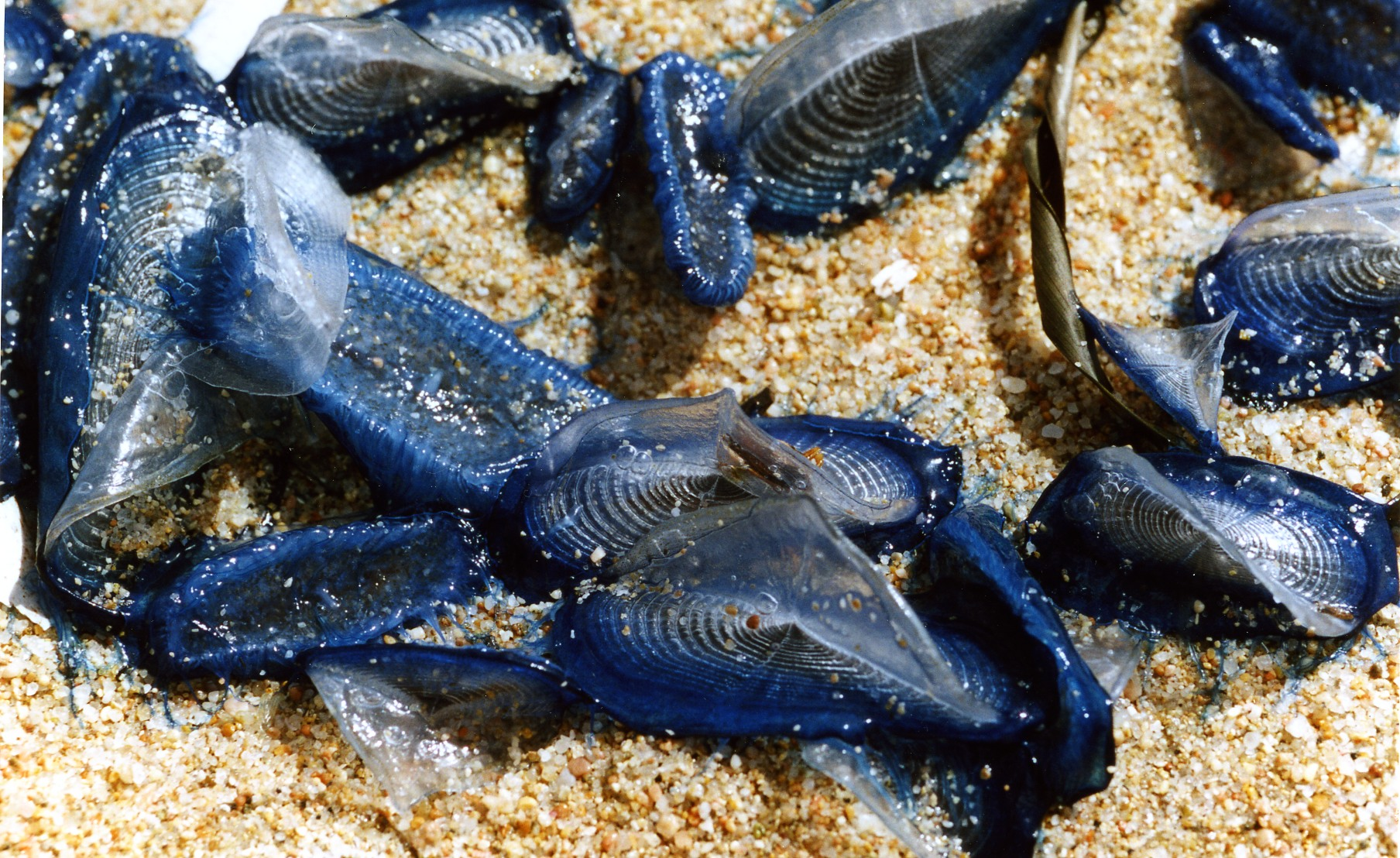
Espécimes de Velella arrojados pelo mar.

Porpitidae é uma pequenas família de hidrozoários com características pouco comuns, tradicionalmente designados por condróforos (sendo que Chondrophora foi uma ordem entretanto abandonada) ou porpitídeos. Todos os géneros incluídos nesta família são constituídos por espécies de animais coloniais pleustónicos predadores que vivem em flutuação livre nas águas temperadas e quentes de todos os oceanos. Estas espécies assumem na respectiva biocenose o mesmo papel ecológico que as medusas pelágicas, formando "organismos" compostos por pólipos que vivem de forma cooperativa sob estruturas de flutuação e velejamento comuns. As espécies mais conhecidas desta família são Porpita porpita e Velella velella. 

## Descrição
Os minúsculos indivíduos que constituem as colónias são especializados no desempenho de funções específicas no contexto da estrutura colonial: alguns formam a estrutura central do flutuador, com paredes endurecidas por quitina e o interior preenchido por gases, essencial para manter a colónia a flutuar; outros forma as estruturas tentaculares que irradiam a partir da face inferior do flutuador, desempenhando funções como captura das presas, reprodução, protecção da colónia e digestão.
As principais presas capturadas integram o microplâncton, embora possam capturar pequenos animais planctónicos que imobilizam com toxinas produzidas nos cnidoblastos que recobrem os tentáculos. Apesar de não se conhecerem efeitos sérios sobre a pele humana, a presença de cnidócitos obriga a cautela no manuseio destes animais, pois podem causar irritação cutânea.
Flutuando à mercê das correntes oceânicas e dos ventos, os membros da família Porpitidae são pelágicos e flutuam  livremente no alto-mar, onde são frequentemente encontrados em grandes agregações. Quando os vento os empurra para a costa, são comuns os arrojamentos em massa.
As espécies que integram a família Porpitidae têm um ciclo de vida que alterna reprodução assexuada e sexuada, libertando na fase assexuada pequenas medusas, com 0,3-2,5 mm de diâmetro, formadas por gemulação. Na fase sexuada dão origem a zigotos que dão orgem a indivíduos que formam novas colónias.
Os géneros Velella e Porpita diferem na forma e consistência dos seus flutuadores, translúcidos e com consistência semelhante ao celofane em Velella e rígidos e espessos em Porpita. Ambos apresentam manto e tentáculos com coloração em tons de turquesa a azul-escuro, mas por vezes são encontrados morfos de cor amarelo-limão. Ambos os géneros formam colónias de pequenas dimensões: os flutuadores de Velella apresentam em geral diâmetro inferior a 7 cm e os de Porpita em geral menos de 4 cm.

## Sistemática
A ordem Chondrophora foi criada por Arthur Knyvett Totton em 1954 para acomodar os três géneros atípicos de Hydrozoa flutuantes, com afinidades taxonómicas pouco claras. Aqueles géneros tinha sido anteriormente colocados nos agrupamentos Anthomedusae (também conhecido por Athecata) e Siphonophora, e embora muitos sistematas tenham aceite a proposta de Totton, parte considerável dos autores manteve o grupo no táxon Anthomedusae/Athecata.
A partir da década de 1970 gerou-se um crescente consenso em torno da manutenção do grupo no táxon Anthomedusae e a ordem Chondrophora foi progressivamente abandonada, substituída pela família Porpitidae, que tinha prioridade sobre Velellidae, uma formulação mais recente (o grupo era dividido em Porpitidae e Velellidae quando considerado como tendo o nível taxonómico de ordem). Nas modernas classificações, os Porpitidae são incluídos na infraordem Zancleida da subordem Capitata dos Hydrozoa.
Acredita-se que estes organismos se diferenciaram no período Proterozoico tardio, há cerca de 650-540 milhões de anos antes do presente. Um raro fóssil de tecidos moles foi encontrado no estrato Farmers Member da Borden Formation (Mississipiano) no nordeste do Kentucky foi interpretado como um flutuador de um condróforo.